# 格雷夫拉特
格雷夫拉特是德国北莱茵-威斯特法伦州的一个市镇。总面积30.98平方公里，总人口15524人，其中男性7605人，女性7919人（2011年12月31日），人口密度501人/平方公里。

## 友好城市
- 法國 弗雷旺